# Антон Димитров
 Тази статия е за известния революционер.  За битолския учител вижте Антон Димитров (учител).  
Антон (Андон) Димитров Филахтечев с псевдоними Карата и Пътник, е български революционер, един от основателите на Вътрешната македоно-одринска революционна организация.

## Биография
Антон Димитров е роден през 1867 година в село Айватово, тогава в Османската империя, в среднозаможно семейство. През 1889 година завършва с четвъртия випуск на българската мъжка гимназия в Солун, а след това, от 1889 до 1892 година като екзархийски стипендиант учи право във Висшето училище в Цариград, което не завършва поради болест.
Връща се в Солун и в периода 1892 – 1897 преподава турски език в Солунската българска мъжка гимназия, а от 1894 година преподава и български в турската гимназия в града.
На въпрос на учител по гръцки език как събира шест пъти повече ученици за българската паралелка Антон Димитров отговаря:
| „ | Защото от гръцкия се интересуват само ония турчета, които са от места, гдето има гръцко население, а от български – които са между българска среда. Ето мерилото на българизма и гърцизма в Македония... По-голямата част от моите ученици бяха помачета (българи мохамедани). За тях българският език като майчин беше много лесен. Те още първата година привикнаха свободно да четат. Между тях имаше и солунски дьонмета*, и албанчета, които хранеха особени симпатии към българите... Един ден две помачета дойдоха у мен вкъщи и... ми показаха два екземпляра на „Под игото“. На запитването ми как са ги доставили отговориха ми, че им ги дал да ги прочетат и пак да ги върнат един приятел от новата българска революционна организация, която имала последователи и между помаците в Мъгленско... Те и двамата станаха каймаками в Македония. Организацията най-добре вирееше в техните околии въпреки големите доноси от гърците. Те и днес още заемат видни административни постове в републиканска Турция. Не забравят своята татковина Македония и продължават да хранят особени симпатии към Вътрешната македонска революционна организация. | “ |

На 23 октомври 1893 година заедно с доктор Христо Татарчев, Даме Груев, Иван Хаджиниколов, Петър Попарсов и Христо Батанджиев основава Вътрешната македоно-одринска революционна организация. Димитров е член на Централния комитет на организацията от самото ѝ създаване, а през 1896 година е преизбран на Солунския конгрес.
В 1895 година се жени за Велика Хаджиздравева от Прилеп, с която имат пет деца – Бойчо, Вера, Илия, Димитър и Светослав.
След 1897 година Димитров учителства в Битоля. От 1899 година пак следва право, този път в Лиежкия университет, като завършва успешно през 1901 година. През ноември 1901 година се връща в Битоля като адвокат, като същевременно е член на ръководството на ВМОРО. На 7 декември 1903 година заема длъжността директор на Прилепското българско мъжко класно училище. В Прилеп е и председател на революционния комитет. В 1904 година е избран за член-съдия на Битолския апелативен съд. Като такъв защитава местното българско население и колегите му гърци и турци казват за него:
| „ | справедлив съдия, но фанатик българин. | “ |

През 1908 година Антон Димитров посредничи на Младотурския комитет да се свърже с битолския четнически ръководител на ВМОРО Милан Матов и така се постига споразуменние за предстоящата революция. След Младотурската революция участва в създаването на Съюза на българските конституционни клубове и на учредителния му конгрес е избран за председател. Влиза в обща младотурска комисия с доктор Ангел Робев и по двама сърби, гърци, турци, власи и албанци, която да неутрализира недоразуменията между националностите в империята. Предложен е за български сенатор, но след антикампания от страна на Панче Дорев не е избран. През 1909 година е назначен за съдия в Цариград.
След края на Балканската война се завръща в Македония, където е преследван от новите сръбска и гръцки власти и тайно се прехвърля в България. Там подпомага дейността на Съюза на македонските културно-просветни благотворителни братства и като неин представител участва в тайни преговори между България и Османската империя за даване на автономия на Македония. От февруари 1915 до август 1918 година работи в Министерството на правосъдието като помощник-началник на Гражданското отделение, а след това във Вероизповедния отдел на Министерството на външните работи и изповеданията.
След Първата световна война Димитров е представител на Солунското братство на Учредителния събор на Съюза на македонските емигрантски организации, проведен в София от 22 до 25 ноември 1918 година. От 1920 година е председател на Изпълнителния комитет на македонските братства в България, като след разцепването на същия става член на новообразуваната Временна комисия на македонските братства в България, но след поредните дележи в македонското освободително движение се оттегля от активна дейност. През 1922 година преподава турски в Българското търговско училище в Цариград.
Антон Димитров, страдайки от тежка болест, се самоубива на 13 март 1933 година в София.
Погребан е в Централните софийски гробища.